# Kukkiwon
Kukkiwon (Hangul: 국기원; Hanja: 國技院, Hán-Việt: Quốc kĩ viện), còn được biết đến với tên gọi Tổng hành dinh Taekwondo Thế giới (World Taekwondo Headquarters), và là ngôi nhà Học viện Taekwondo Thế giới (World Taekwondo Academy), là một tổ chức chính phủ chính thức về taekwondo do chính phủ Hàn Quốc thành lập. Kukkiwon chịu sự giám sát của Ban Thể thao Quốc tế (International Sports Division) của Bộ Văn hóa, Thể thao và Du lịch Hàn Quốc.

## Lịch sử

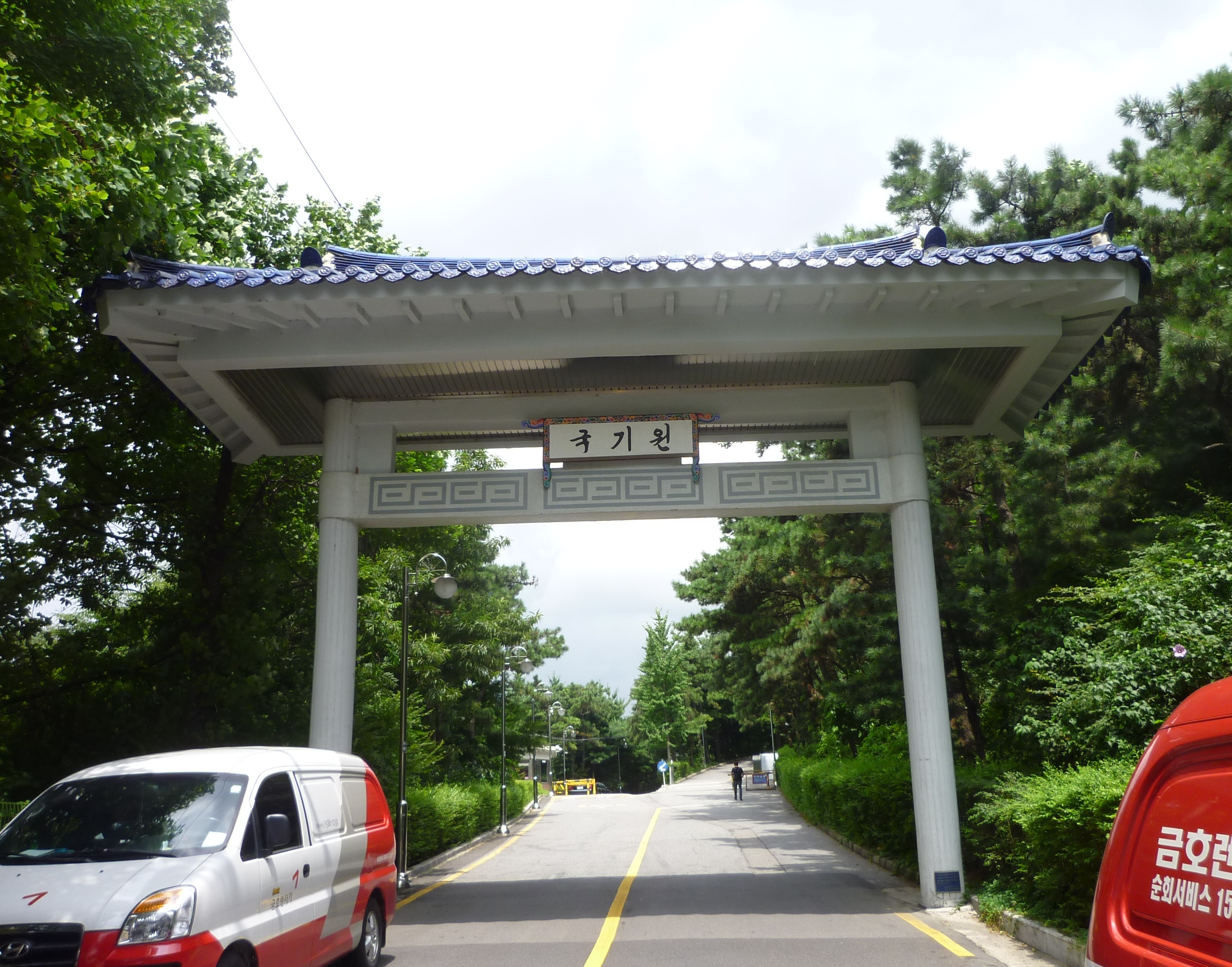
Cổng vào, 2010

Chủ tịch hiện tại là đại võ sư OH Hyun Deuk, được bầu vào ngày 3 tháng 6 năm 2016.

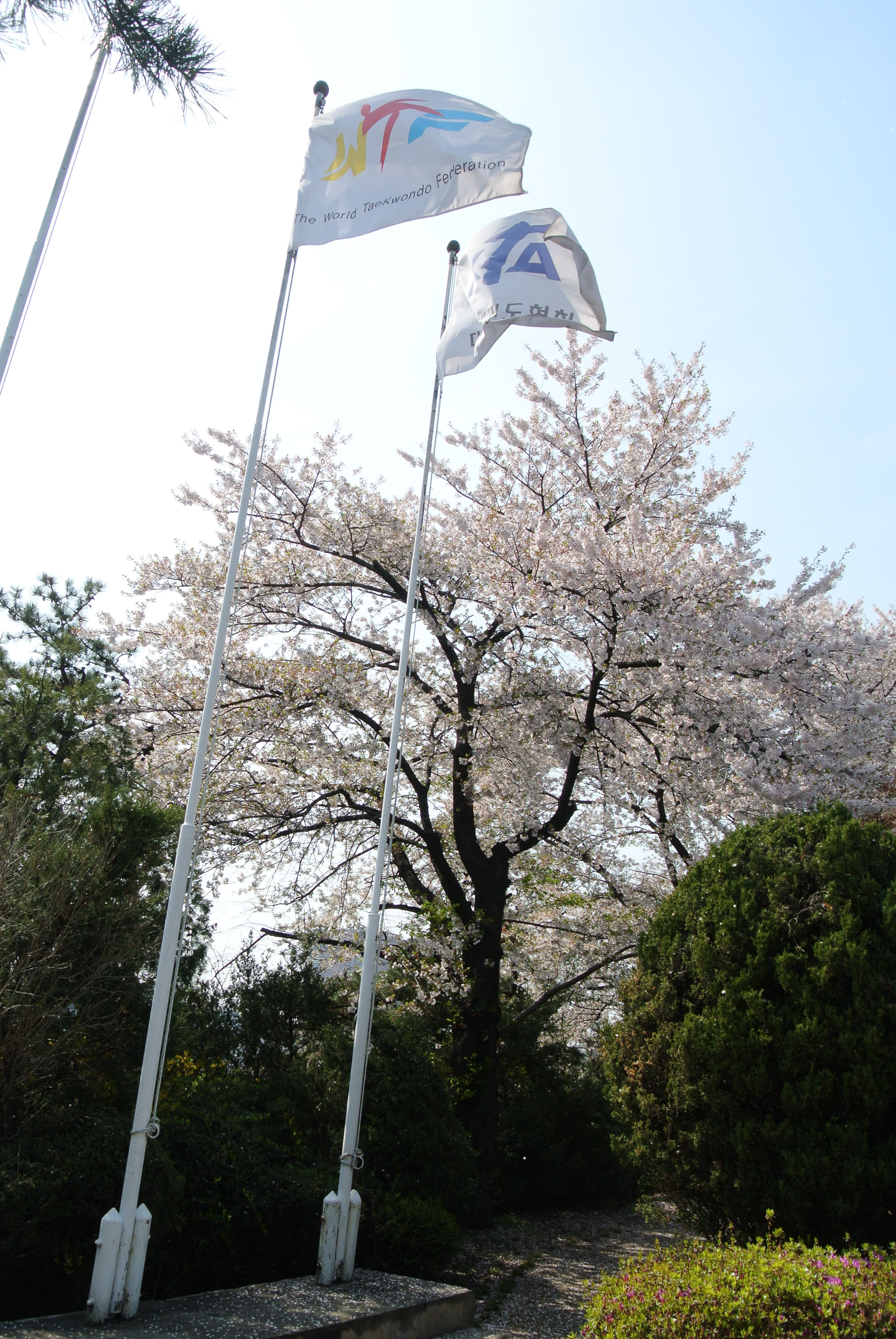
Cột cờ và cờ Liên đoàn Taekwondo Thế giới WTF và của Hiệp hội Taekwondo Hàn Quốc KTA ở Kukkiwon